# Jean-Pierre Fiala
Jean-Pierre Fiala Fiala (Yaundé, Camerún; 22 de abril de 1969) es un exfutbolista camerunés. Jugaba de centrocampista y fue internacional absoluto con la selección de Camerún.

## Selección nacional
Fiala fue parte del plantel que disputó la Copa Mundial de 1994.

### Participaciones en Copas del Mundo
| Copa            | Sede           | Resultado    |
| --------------- | -------------- | ------------ |
| Mundial de 1994 | Estados Unidos | Primera fase |

## Clubes
| Club                     | País      | Año       |
| ------------------------ | --------- | --------- |
| Canon Yaoundé            | Camerún   | 1993-1995 |
| Athlitiki Enosi Larissas | Grecia    | 1995-1996 |
| Persma Manado            | Indonesia | 1996-1998 |
| Stade Brestois           | Francia   | 1998-1999 |
| US Avrances              | Francia   | 1999-2000 |

## Palmarés

### Títulos nacionales
| Título          | Club          | País    | Año  |
| --------------- | ------------- | ------- | ---- |
| Copa de Camerún | Canon Yaoundé | Camerún | 1993 |
| Copa de Camerún | Canon Yaoundé | Camerún | 1995 |